# Паф (митологија)
Паф је у грчкој митологији био син Пигмалиона и статуе коју је Пигмалион направио, а којој је Афродита подарила живот.

## Митологија
Према њему је град Паф добио назив, а његов отац Пигмалион се сматрао епонимних херојем тог града. Неки извори га сматрају оснивачем Афродитиног храма у Пафу и Кинириним оцем. Други извори наводе да је Пигмалион имао кћерку Пафу, која је била Кинирина мајка.